# بيتر كيلي (لاعب كريكت)
بيتر كيلي (28 أبريل 1942 بسيدني في أستراليا - ) (بالإنجليزية: Peter Kelly)‏ هو لاعب كريكت أسترالي.

## وصلات خارجية
- بيتر كيلي على موقع إي آس بي آن كريك إنفو (الإنجليزية)